# Josef Pembaur
Josef Pembaur, né le 20 avril 1875 à Innsbruck et mort le 12 octobre 1950 à Munich, est un pianiste et compositeur autrichien ayant fait toute sa carrière en Allemagne.

## Biographie
Josef Pembaur est le fils du compositeur Josef Pembaur (1848-1923) qui lui donne ses premières leçons de musique. De 1893 à 1896, il étudie à la Königlichen Akademie der Tonkunst de Munich auprès de Ludwig Thuille pour le piano, de Ludwig Abel pour la direction d'orchestre et auprès de Josef Rheinberger pour la composition et l'orgue. Il est diplômé en 1896 avec une médaille d'or. De 1896 à 1901, il enseigne le piano dans cette même école. En 1901-1902, il poursuit ses études auprès d'Alfred Reisenauer au conservatoire de Leipzig, où il est employé ensuite comme enseignant pour les classes supérieures de piano. En 1912, il est élevé au titre de professeur pour la Saxe et en 1921 pour la Bavière lorsqu'il retourne à l'académie de musique.
Pembaur fait aussi de nombreuses tournées en concert. À Berlin, il est un des juges du concours pour le prix Ibach.
Au printemps 1919, il enregistre huit morceaux pour piano pour le piano de reproduction Welte-Mignon, dont deux compositions de son père, probablement ses premiers enregistrements.
Le 29 octobre 1918, Thomas Mann l'entend au cours d'une soirée avec Joachim von Delbrück, qui lisait ce soir-là un extrait de son roman Der sterbende Chopin. Thomas Mann commente cela dans son Journal : « J'ai écouté de la musique, en particulier la sonate avec la marche funèbre, que P[embaur] jouait parfaitement, avec un plaisir sincère. Entre temps, cet âne de Delbrück battait sa paille. Nous sommes allés jusqu'avant la dernière partie. »
Il se marie en 1906 avec la pianiste Maria Elisabeth Elterich. Son frère Karl (1876-1939) était compositeur et chef de chœur à Dresde.
Josef Pembaur est l'auteur de musiques de chambre, de morceaux de piano, de musique chorale et de lieder.

## Publications
- Von der Poesie des Klavierspiels. München: Wunderhorn-Verlag, 1911 (réédition en 1998 de la 5e édition de 1919.  (ISBN 3-929379-03-1))
- Ludwig van Beethovens Sonaten: op. 31 No 2 und op. 57. München: Wunderhorn-Verlag, 1915

## Documents sonores
- Rouleaux de piano Phonola de la firme Ludwig Hupfeld, Leipzig
- Rouleaux de piano Welte-Mignon de la firme M. Welte & Söhne, Fribourg
- Disques pour la firme Carl Lindström-AG (enregistrés à Berlin en novembre 1927)
  - Frédéric Chopin:
    - Prélude n°15 en ré bémol majeur « Gouttes de pluie », op. 28

  - Franz Liszt:
    - Valse de Méphisto n° 1
    - Waldesrauschen (Murmures de la forêt)
    - Concerto pour piano et orchestre n° 2 en la majeur. Staatskapelle de Berlin, dir. Frieder Weissmann
- Disque de la firme van Wouw d'Amsterdam (enregistré vers 1938)[2]
  - Frédéric Chopin:
    - Ballade n° 3 la bémol majeur, op. 47
- Enregistrements de la radio
  - Franz Liszt:
    - Concerto pour piano et orchestre n° 2 en la majeur. Orchestre du Concertgebouw, dir. Eduard van Beinum (enregistré le 8 septembre 1935)